# Adopaeoides
Adopaeoides is een geslacht van vlinders van de familie dikkopjes (Hesperiidae), uit de onderfamilie Hesperiinae.

## Soorten
- A. bistriata Godman, 1900
- A. prittwitzi (Plötz, 1884)